# Chiesa di San Lorenzo in Fonte
La chiesa dei Santi Ippolito e Lorenzo in Fonte, più conosciuta col nome di San Lorenzo in Fonte, è un luogo di culto cattolico di Roma, nel rione Monti, in via Urbana.

## Storia
La chiesa è dedicata ai santi martiri Ippolito e Lorenzo. La tradizione vuole che essa sia costruita sulla casa del centurione Ippolito, dove fu tenuto prigioniero il diacono Lorenzo. Questi fece scaturire miracolosamente una sorgente, tuttora visibile nei sotterranei dell'edificio, con la quale battezzò il suo compagno di cella Lucillo, ridonandogli al tempo stesso la vista; di fronte al miracolo, Ippolito si sarebbe convertito al Cristianesimo, facendosi battezzare a sua volta.
Sconosciuta è l'origine della chiesa. A volte viene confusa con un'altra chiesa, ora distrutta, la Memoria Sancti Hippoliti, menzionata già nel IV secolo, il cui titolo venne unito a quella attuale.
La chiesa è ricordata per la prima volta in un documento conservato nell'Archivio di Santa Maria Maggiore e datato 28 maggio 1348. Nel XIII e XIV secolo fu abitata da monaci benedettini e da monache.
L'attuale chiesa fu costruita nel 1543 per commissione del cardinale spagnolo Juan Álvarez de Toledo. Nel 1624, Papa Urbano VIII fece eseguire lavori di ampliamento per opera dell'architetto Domenico Castelli, detto il Fontanino, nipote di Carlo Maderno.

## Descrizione

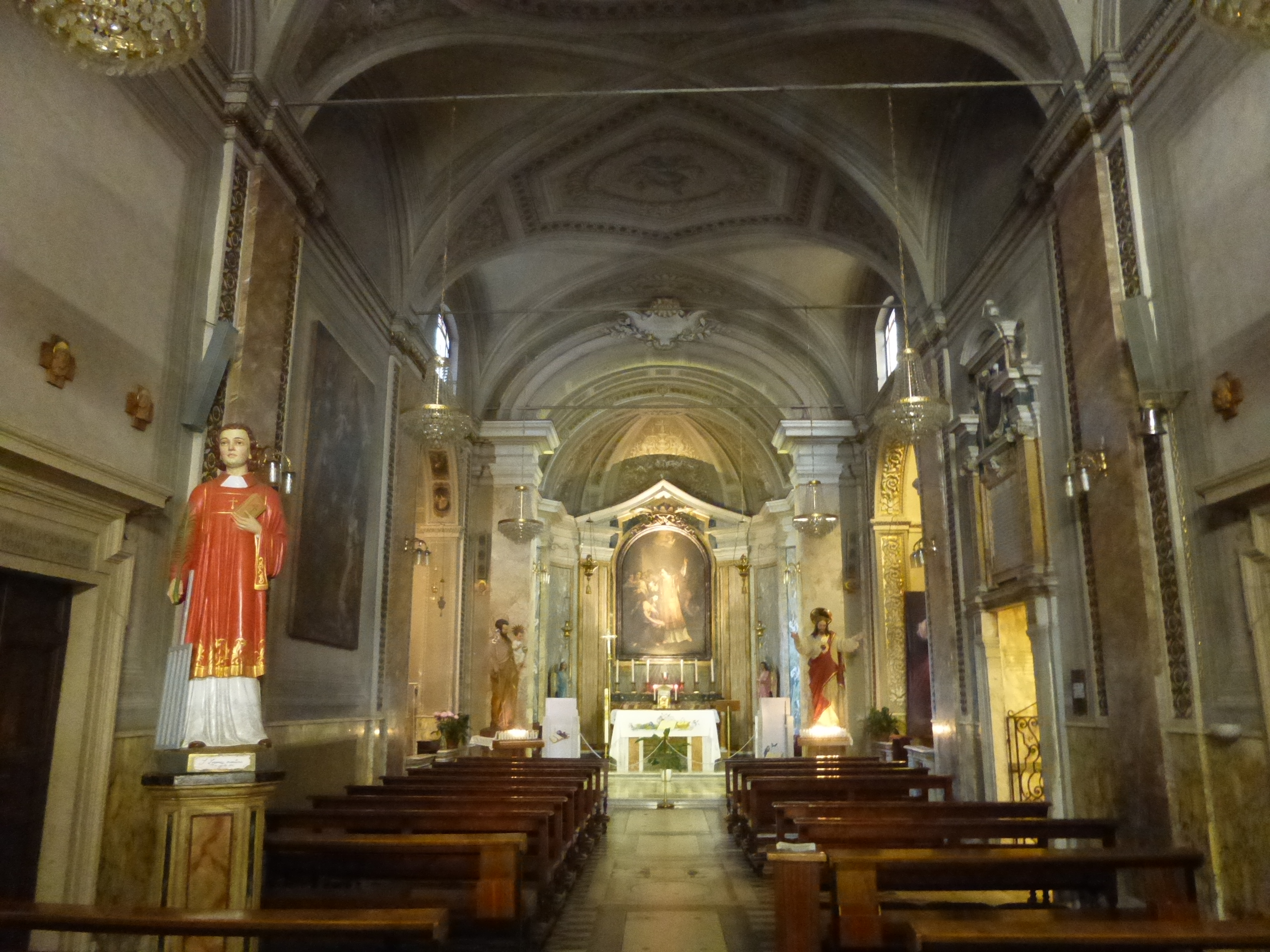
Interno

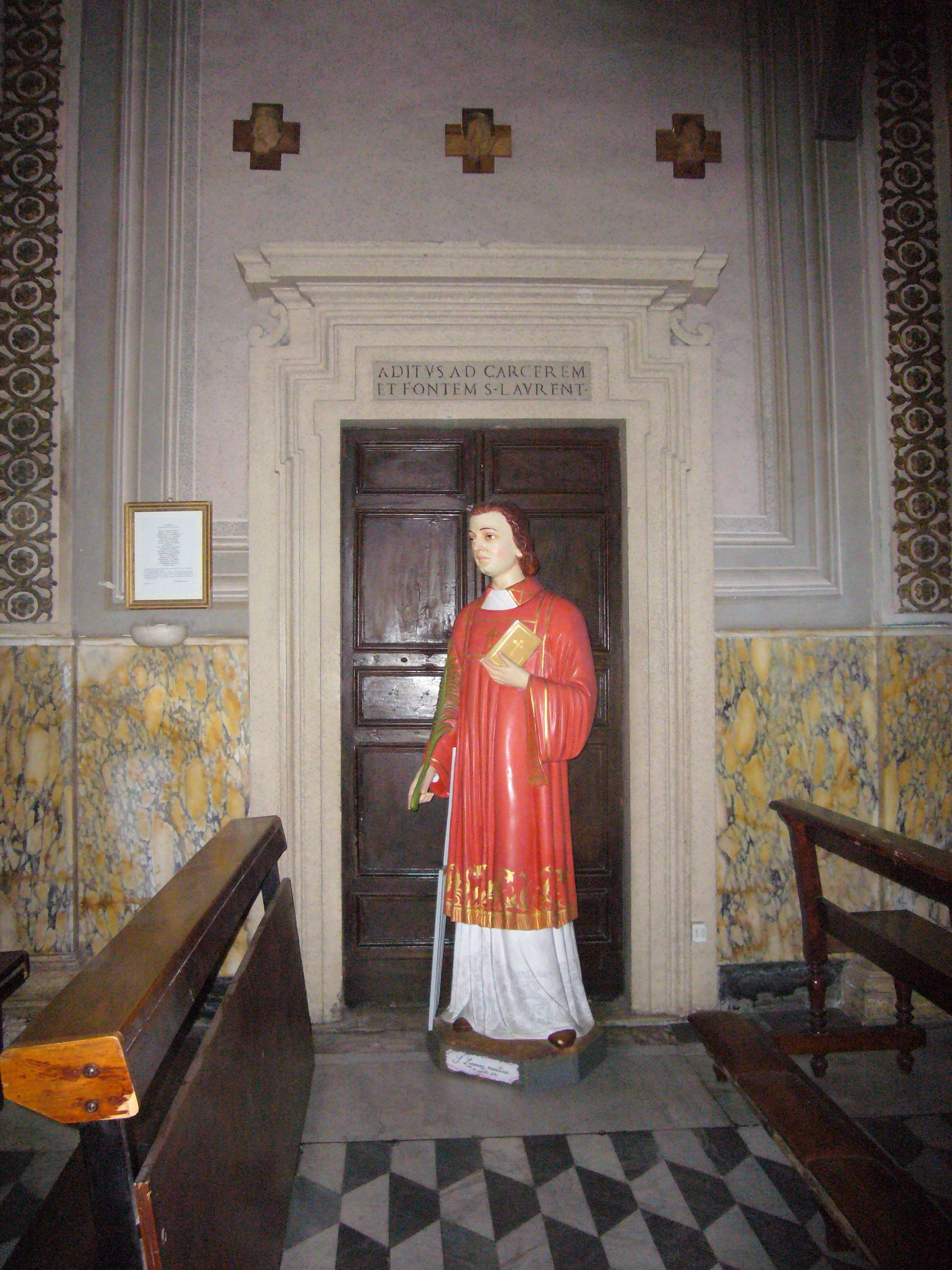
statua di s. Lorenzo sulla porta dell'ambiente sotterraneo

Tra le opere conservate nella chiesa, si devono ricordare:
- sull'altare maggiore, Battesimo di Sant'Ippolito attribuito a Giovan Battista Speranza, autore anche delle due tele laterali, Martirio di San Lorenzo e San Lorenzo che distribuisce i pani ai poveri;
- il Martirio dei santi Giovanni e Paolo di un anonimo artista del Seicento;
- il busto di papa Urbano VIII attribuito al Bernini o alla sua scuola.

La chiesa ospita la tomba del famoso architetto ticinese Carlo Fontana, allievo prediletto e assistente del Bernini.
La parte più suggestiva della visita alla chiesa è la discesa negli ambienti sotterranei, dove si conserva l'antico carcere di San Lorenzo e la fonte dell'acqua con cui fu battezzato Lucillo; vi si accede attraverso una lunga e stretta scalinata che conduce alla prigione. Nell'arco, che divide il primo tratto del corridoio dalla parte propriamente romana, è incassato un bassorilievo che ritrae il Redentore mentre esce dal sepolcro, opera del Cinquecento. Il pozzetto dell'acqua è impreziosito da un bassorilievo seicentesco che ricorda Lorenzo mentre battezza Lucillo; purtroppo, i lavori per la costruzione delle metropolitana hanno reso inaccessibile questo luogo.